# Gonomyia extensivena
Gonomyia extensivena är en tvåvingeart som beskrevs av Alexander 1943. Gonomyia extensivena ingår i släktet Gonomyia och familjen småharkrankar. Inga underarter finns listade i Catalogue of Life.